# 蒂维尔
蒂维尔（法語：Thiville，法語發音：[tivil]）是法国厄尔-卢瓦省的一个市镇，属于沙托丹区。

## 地理
蒂维尔（48°1'31"N, 1°22'30"E）面积27.8 平方千米，位于法国中央-卢瓦尔河谷大区厄尔-卢瓦省，该省份为法国北部内陆省份，北起顺时针与厄尔省、伊夫林省、埃松省、卢瓦雷省、卢瓦-谢尔省、萨尔特省和奧恩省接壤。
与蒂维尔接壤的市镇（或旧市镇、城区）包括：沙托丹、拉沙佩勒迪努瓦耶、克卢瓦三河镇、维勒莫里。

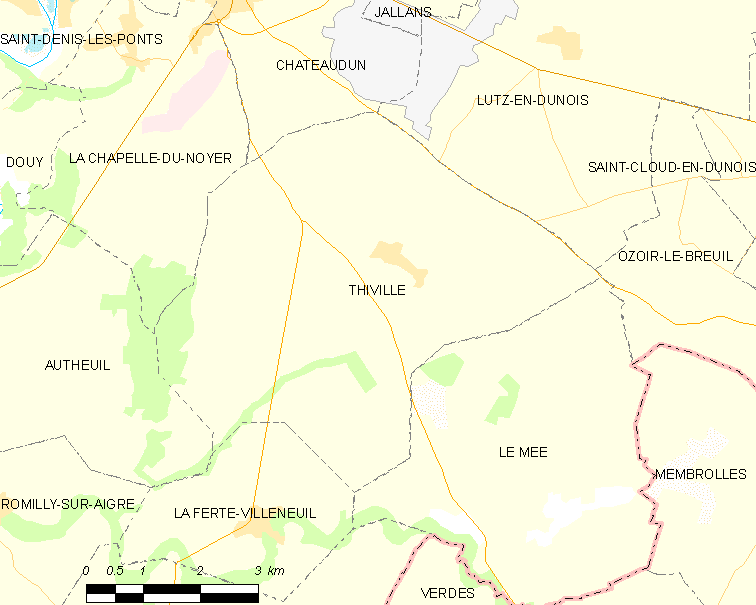
蒂维尔的OSM定位图

蒂维尔的时区为UTC+01:00、UTC+02:00（夏令时）。

## 行政
蒂维尔的邮政编码为28200，INSEE市镇编码为28389。

## 政治
蒂维尔所属的省级选区为沙托丹县。

## 人口

1962-2008年间蒂维尔人口变化图示

蒂维尔于2022年1月1日时的人口数量为337人。